# Leptogaster fuscipennis
Leptogaster fuscipennis là một loài ruồi trong họ Asilidae. Leptogaster fuscipennis được Blanchard miêu tả năm 1852.